# Martina Triñanes
Martina Triñanes née le 26 mars 1999, est une joueuse argentine de hockey sur gazon. Elle évolue au poste de milieu de terrain au Lomas et avec l'équipe nationale argentine.

## Carrière
- Elle a fait ses débuts en équipe première le 13 février 2022 contre la Belgique à Buenos Aires lors de la Ligue professionnelle 2021-2022[1].

## Palmarès
- : 1re à la Coupe d'Amérique de la jeunesse en 2014.
- : 1re à la Ligue professionnelle 2021-2022.